# Corto
Ne doit pas être confondu avec Corto (périodique).
Corto est un logiciel de cartographie dynamique des risques et de la criminalité commercialisé par la société française Spallian.
Récemment[Quand ?] adopté par le Ministère français des Transports et le Groupe Carrefour, il permet de mutualiser des bases de données de sources diverses (Police / Pompier / Police Municipale / Transporteurs / etc.) afin d'effectuer des diagnostics cartographiques et statistiques.  Véritable outil d'aide à la décision, il permet une évaluation territoriale et temporelle des risques et de la criminalité. 
Corto est utilisé, dans le secteur public comme dans le secteur privé, pour: 
- L'analyse des risques majeurs (naturels, industriels, épidémiologiques, etc.)
- Les observatoires de la délinquance et les CLSPD
- Le management des forces de police
- La sécurisation de sites et d'évènements
- Le recensement des actes contre les biens et personnes
- L'accidentologie routière

## Objectifs
Corto permet d' :
- Organiser une synthèse de l'information sûreté
- Évaluer les dispositifs de sûreté humaine et technique
- Améliorer les politiques de prévention et de sécurisation
- Optimiser les budgets

## Solution globale
Corto fait partie d'une suite de logiciels créée par la société Althing afin de garantir un traitement global de la chaîne d'information sécurité. 
- Memento: Recensement des faits, main courante et publication de rapports automatisés
- Corto: Cartographique dynamique en temps réel

## Prix
Le logiciel Corto est dauphin ex aequo du prix Orwell Localités aux Big Brother Awards 2006, qui dénonce les atteintes à la vie privée.

## Liens
- Althing
- Corto
- Article Le point
- Article Le Parisien
- Article La Provence